# Bittacus aripuanaensis
Bittacus aripuanaensis is een schorpioenvlieg uit de familie van de hangvliegen (Bittacidae). De wetenschappelijke naam van de soort is voor het eerst geldig gepubliceerd door Penny in 1977.
De soort komt voor in Brazilië.